# 巨勢親王
巨勢親王（こせしんのう）は、平城天皇の第四皇子。

## 経歴
大同5年（810年）叔父・嵯峨天皇から近江・伊賀両国から各4,000束の稲が贈られている。同年9月の薬子の変により父・平城上皇が出家して同母兄・高岳親王が廃太子されたが、巨勢親王はまだ幼少であったらしく処罰を受けていない。
しかし、父や叔父の崩御後は不遇のままであり、嵯峨天皇の玄孫・陽成天皇の代の元慶6年（882年）8月5日に無品親王のままで薨去。